# Jude Supan
Jude Supan Sebamalalainayakam (sinh ngày 30 tháng 7 năm 1998) là một cầu thủ bóng đá quốc tế người Sri Lanka hiện tại đang thi đấu ở vị trí hậu vệ cho câu lạc bộ Renown SC tại Giải vô địch bóng đá Sri Lanka và Đội tuyển bóng đá quốc gia Sri Lanka.